# Willard Mack
Pour les articles homonymes, voir Mack.
Willard Mack, né à Morrisburg (Ontario, Canada) le 18 septembre 1873 et mort à Brentwood (Californie) le 18 novembre 1934, est un acteur, réalisateur et dramaturge.

## Filmographie partielle

### Comme acteur
- 1913 : Le Désastre (The Battle of Gettysburg) de Thomas H. Ince et Charles Giblyn
- 1915 : Aloha Oe de Richard Stanton et Charles Swickard
- 1916 : The Corner de Walter Edwards

### Comme réalisateur
- 1933 : Les Pantins (Broadway to Hollywood)
- 1933 : Virginité (What Price Innocence?)

### Comme scénariste
- 1917 : The Highway of Hope
- 1918 : L'Honneur de Bill (Laughing Bill Hyde) de Hobart Henley
- 1919 : La Fugue d'Hélène Sherwood (One Week of Life) de Hobart Henley
- 1925 : Vieux Habits, Vieux Amis (Old Clothes) de Edward F. Cline
- 1927 : Colombe (The Dove) de Roland West
- 1928 : La Maison du bourreau
- 1928 : The Noose
- 1929 : His Glorious Night
- 1929 : Indomptée (uniquement dialogues)
- 1929 : Madame X
- 1929 : La Grande Vie de Sam Wood
- 1930 : Si l'empereur savait ça de Jacques Feyder
- 1930 : Pension de famille (Caught Short) de Charles Reisner
- 1930 : Men of the North de Hal Roach
- 1931 : Reducing de Charles Reisner
- 1931 : Pur-sang (Sporting Blood) de Charles Brabin
- 1934 : Nana de Dorothy Arzner et George Fitzmaurice
- 1953 : La Fille qui avait tout (dramartuge) de Richard Thorpe

## Œuvre théâtrale
- 1917 : Tiger Rose
- 1926 : The Noose (auteur)
- 1926 : Fanny (coauteur : David Belasco)
- 1926 : La Maison du bourreau (Hangman's House)